# Битва під Пилявцями
Битва під Пилявцями (11 — 13 (21 — 23) вересня 1648 року) — переможна битва української козацької армії, на чолі з гетьманом Богданом Хмельницьким, проти військ Речі Посполитої під Пилявцями (тепер — село Пилява Старосинявського району Хмельницької області).

## Передумови
Невдовзі після блискучих перемог української армії у битві під Жовтими Водами (29 квітня — 16 травня 1648 року) і Корсунській битві (25 — 26 травня 1648 року) національно-визвольний рух охопив усю Україну, внаслідок чого влітку 1648 року Київське, Брацлавське, Чернігівське і частина Подільського воєводства була звільнена з-під влади Речі Посполитої. Значно активізувалися дії повстанців у Галичині і на Волині. На початку травня 1648 року, порушуючи умови перемир'я (від 2 червня 1648 р.) у Правобережну Україну увійшли війська воєводи руського, князя Яреми Вишневецького, до якого приєдналися підрозділи  Януша Тишкевича, командира королівської гвардії Самуеля Осинського, Заславського та інших. У боях під Махнівкою (16 — 18 липня 1648) та Старокостянтиновом (25 — 27 липня 1648) козацькі полки на чолі з Максимом Кривоносом зі змінним успіхом змагалися з річпосполитськими військами. Протягом серпня 1648 р. уряд Речі Посполитої для придушення повстання в Україні сформував армію в районі Глинян (поблизу Львова) та навколо замку Човганський Камінь (тепер — Теофіполь Хмельницької області). Це військо мало 100 гармат і налічувало 32 тис. шляхетського ополчення, 8 тис. німецьких найманців і 40 — 50 тис. шляхетських слуг та обозної «челяді». Річ Посполита переживала період міжкоролів'я, а відсутність твердої влади виявилась у неспроможності панівних кіл створити єдине командування каральними військами. Для керівництва військом було обрано трьох полководців (регіментарів): князя Домініка Заславського, коронного підчашого Миколая Остророга і зовсім юного коронного хорунжого Александра Конецпольського. Проте жоден із них не був досвідченим полководцем. Князь Домінік був відомий своїм багатством і зманіженістю, Миколай Остророг пишався вченістю. Хмельницький глумливо іменував цих воєначальників «перина», «латина» і «дитина». Регіментарі не були одностайні у своїх рішеннях і не мали авторитету серед війська, якому бракувало єдності і дисципліни. На початку вересня коронне військо виступило з місць свого базування на Волинь. Назустріч йому з району Маслового Ставу (тепер — село Маслівка Київської області) через Білу Церкву — Паволоч — Погребище — Хмільник на Старокостянтинів рушила українська армія (близько 30 тис. чоловік) і загін буджацьких татар (бл. 600 осіб).

## Хід битви

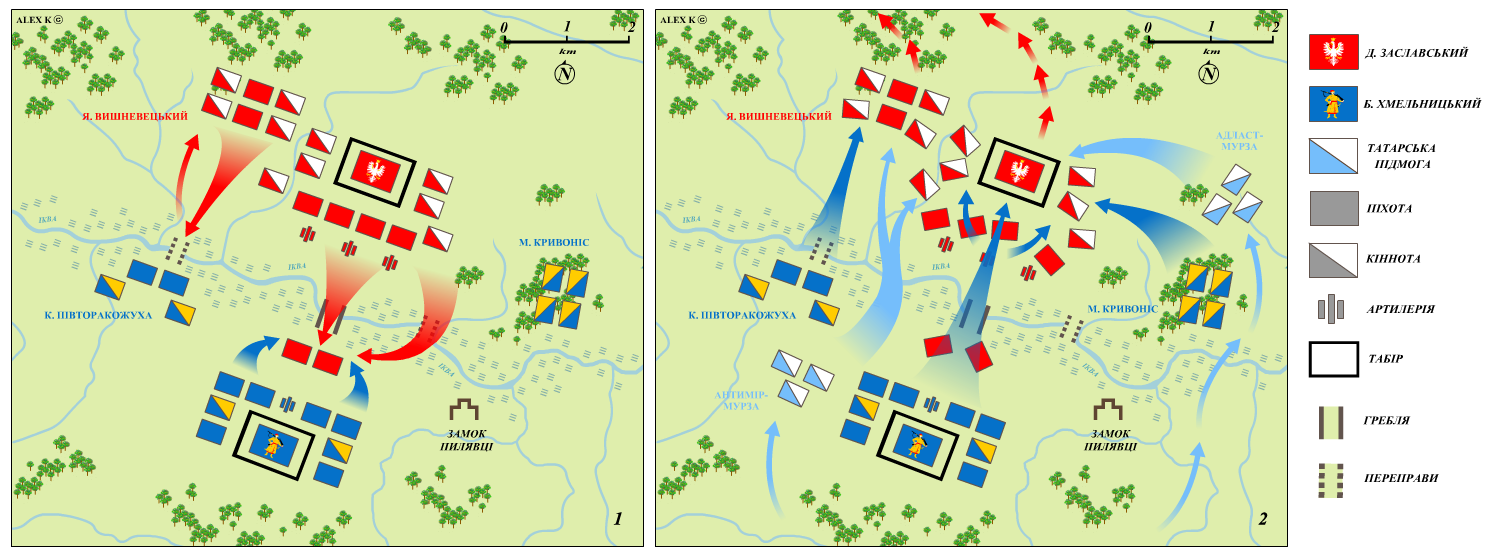
Місце битви під Пилявцями

Під Пилявцями, на правому березі річки Іква (за іншими даними — Пилява) козацьке військо збудувало добре укріплений табір. Окремо, на лівому фланзі головних сил української армії, розташувалась кіннота Максима Кривоноса. Козацька піхота зайняла греблю, яка сполучала обидва береги річки, і збудувала на ній шанці. 9 (19) вересня 1648 р. підійшло королівське військо і стало табором на протилежному березі річки. Вирішальна битва розпочалась 11 (21) вересня 1648 р. запеклими боями за греблю через Ікву. Корогви Речі Посполитої під командуванням Януша Тишкевича, Йордана, Самуеля Осінського, Аксака розпочали штурм козацького табору і зуміли відкинути козацькі застави, які обороняли греблю. Коронні підрозділи відразу ж через неї почали переходити на правий берег і утворили плацдарм для подальшого наступу.
Протягом другого дня козацька піхота відбила свої позиції на греблі. У ніч на 13 (23) вересня 1648 у козацький табір прибув на допомогу 4-тисячний загін буджацьких татар, очолюваний Айтимир-мурзою та Адлаєт-мурзою (на думку деяких дослідників, татари прибули лише 15 (25) вересня 1648, а гучні вигуки і мушкетна стрілянина у козацькому таборі начебто на честь прибулих союзників мали, за задумом Б. Хмельницького, ввести в оману командування Речі Посполитої). Вранці 13 (23) вересня 1648 козацька армія (лівим флангом командував Кривоніс, центром — Іван Чорнота, правим — Карпо Півторакожух) вишикувалась у бойові лади на полі бою. Першими завдала удару річпосполитська кіннота. Витримавши потужний натиск ворожих корогв, піхота хмельниччан за підтримки артилерії розпочала контрнаступ. Козацькі полки швидко повністю оволоділи греблею, перейшли на лівий берег і почали шикуватись у бойові порядки. Не витримавши натиску і піддавшись зростаючій паніці, війська Речі Посполитої почали безладно відступати. Аби уникнути повного розгрому, командування коронних військ відкликало з поля бою всі підрозділи і розпорядилось підготуватись до відходу табором. Під вечір у погоні за ворогом піхота на чолі з самим гетьманом Б. Хмельницьким дійшла аж до перших рядів табору Речі Посполитої. В ніч на 14 (24) вересня 1648 командування Речі Посполитої розпочало відступ, який незабаром перетворився у панічну втечу.

## Наслідки битви
Українська армія захопила всю ворожу артилерію (92 гармати) та величезний обоз із матеріальними цінностями. Загальна вартість трофеїв перевищувала 7 млн злотих. Блискуча перемога козацької армії у Пилявецькій битві мала велике воєнно-політичне значення. В результаті Пилявецької битви армію Речі Посполитої було розгромлено, повністю звільнено Волинь і Поділля, створилися сприятливі умови для визволення всіх західноукраїнських земель. Після перемоги під Пилявцями шляхту Речі Посполитої в Україні ще довго глузливо називали «пилявчиками».
«Вже минули ті часи, коли ляхи були нам страшні. Ми під Пилявцями довідалися, що це вже не ті ляхи, які раніше були. Це вже не Жолкевські, не Ходкевичі, а якісь Тхоржевські та Заєнчковські, діти, одягнуті в залізо! Померли від страху, як тільки нас побачили»